# Mitteldeutsche Fußballmeisterschaft 1920/21

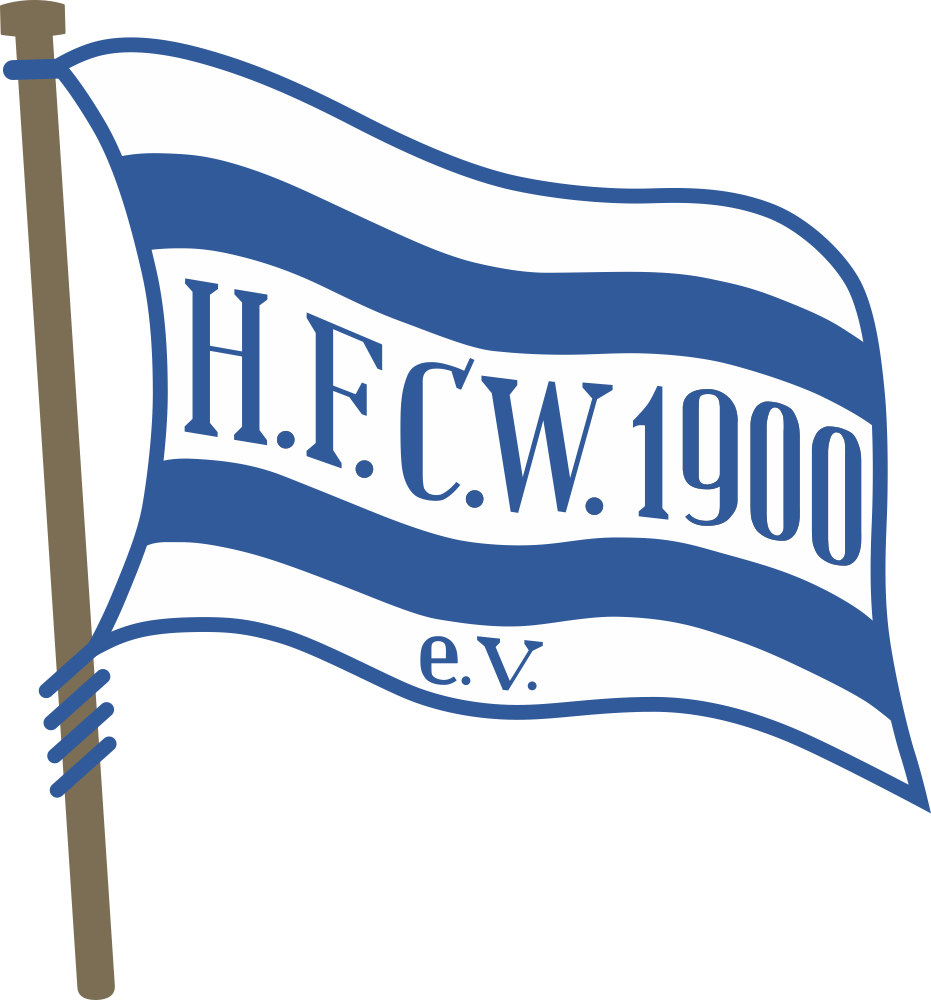
Hallescher FC Wacker 1900 – Mitteldeutscher Fußballmeister 1921

Die Mitteldeutsche Fußballmeisterschaft 1920/21 des Verbandes Mitteldeutscher Ballspiel-Vereine war die 20. Spielzeit der mitteldeutschen Fußballmeisterschaft. Die Meisterschaft wurde erneut mittels Kreisligen ausgetragen, deren Sieger in einem Rundenturnier aufeinandertrafen. Dieses konnte der FC Wacker Halle mit knappem Vorsprung 
 vor der SpVgg 1899 Leipzig-Lindenau und dem SV Dresdner Fußballring gewinnen und wurde somit zum ersten Male Mitteldeutscher Fußballmeister. Durch diesen Sieg, qualifizierte sich der Verein für die deutsche Fußballmeisterschaft 1920/21. Durch einen 2:1-Auswärtssieg gegen die Vereinigten Breslauer Sportfreunde erreichte man dann sogar das Halbfinale, das aber gegen den Titelverteidiger und erneuten Meister, den 1. FC Nürnberg, mit 1:5 hoch verloren ging.

## Modus
Der diesjährige Mitteldeutsche Fußballmeisterschaft wurde erneut mittels 7 Kreisligen ausgetragen, deren Sieger sich für die anschließende Mitteldeutsche Meisterschafts-Endrunde qualifizierten.
| Kreis           | Kreismeister                |
| --------------- | --------------------------- |
| Elbe            | MSC Preußen 99              |
| Mittelsachsen   | SV Sturm Chemnitz           |
| Nordwestsachsen | SpVgg 1899 Leipzig-Lindenau |
| Ostsachsen      | SV Dresdner Fußballring     |
| Saale           | Hallescher FC Wacker        |
| Thüringen       | VfB 07 Coburg               |
| Westsachsen     | SV Konkordia Plauen         |

## Kreis Elbe
Die Kreisliga Elbe wurde in dieser Saison durch die 6 besten Vereine der letztjährigen Gauliga Mittelelbe, zuzüglich beider Erstplatzierten des Gau Anhalt, sowie der Meister der Gaue Altmark & Harz gebildet. Die Runde um die Meister-Ehren der 1. Klasse im Elbe-Kreis, wurde mit den 4 Meistern der Gau-Kreise ausgespielt (siehe unten).
| Pl. | Verein                  | Sp. | S  | U | N  | Tore    | Quote | Punkte |
| --- | ----------------------- | --- | -- | - | -- | ------- | ----- | ------ |
| 1.  | MSC Preußen 99          | 18  | 10 | 4 | 4  | 035:180 | 1,94  | 24:12  |
| 2.  | SV 07 Bernburg          | 18  | 8  | 6 | 4  | 032:240 | 1,33  | 22:14  |
| 3.  | MFC Viktoria 1896       | 18  | 8  | 5 | 5  | 035:190 | 1,84  | 21:15  |
| 4.  | SSV 1919 Magdeburg      | 18  | 9  | 3 | 6  | 033:230 | 1,43  | 21:15  |
| 5.  | FuCC Cricket-Viktoria   | 18  | 9  | 2 | 7  | 035:220 | 1,59  | 20:16  |
| 6.  | FC Germania Halberstadt | 18  | 8  | 3 | 7  | 039:400 | 0,98  | 19:17  |
| 7.  | FC Viktoria 09 Stendal  | 18  | 8  | 1 | 9  | 025:360 | 0,69  | 17:19  |
| 8.  | TuSV Dessau             | 18  | 7  | 2 | 9  | 029:420 | 0,69  | 16:20  |
| 9.  | Magdeburger SC (M)      | 18  | 3  | 6 | 9  | 013:250 | 0,52  | 12:24  |
| 10. | SC Germania-Jahn 98     | 18  | 3  | 2 | 13 | 021:480 | 0,44  | 08:28  |

| (M) | Titelverteidiger Elbe |

Kreismeister-Runde 1. Klasse Elbe-Kreis: [ 10.04. – 22.05.1921 ]

1.) FV Fortuna Magdeburg 8: 4     2.) Dessauer SV 98 8: 4     3.) SC Herta Wittenberge     4.) SV 09 Staßfurt
Kreismeister-Entscheidungsspiele: [ 29.05 und 05.06.1921 ] wegen Punktgleichheit ausgespielt
|                                                    | Gesamt |                                           | Hinspiel | Rückspiel |
| -------------------------------------------------- | ------ | ----------------------------------------- | -------- | --------- |
| FV Fortuna Magdeburg (Gauklasse-Meister Mittelebe) | 4:3    | Dessauer SV 98 (Gauklasse-Meister Anhalt) | 2:1      | 2:2       |

Abstiegs-Relegation: [ 19.06. – 14.08.1921 ]  nach zuvor 3 Spielen und einigen Einspruch-Protesten, entschied erst das 4. Spiel über den Ausgang der Relegation
|                                                    | Gesamt |                                                       | Hinspiel | Rückspiel | 4. Spiel |
| -------------------------------------------------- | ------ | ----------------------------------------------------- | -------- | --------- | -------- |
| FV Fortuna Magdeburg (Gauklasse-Kreismeister Elbe) | ?:?    | SC Germania-Jahn 98 (Letztplatzierter Kreisliga-Elbe) | n. b.    | n. b.     | 3:1      |

## Kreis Mittelsachsen
| Pl. | Verein                    | Sp. | Tore  | Quote | Punkte |
| --- | ------------------------- | --- | ----- | ----- | ------ |
| 1.  | SV Sturm Chemnitz         | 10  | 26:10 | 1,60  | 14:60  |
| 2.  | SC National Chemnitz (M)  | 10  | 22:9  | 2,44  | 12:80  |
| 3.  | SV Teutonia 1901 Chemnitz | 10  | 15:11 | 1,36  | 11:90  |
| 4.  | Chemnitzer BC             | 10  | 18:14 | 1,29  | 08:12  |
| 5.  | VfB Chemnitz              | 10  | 14:23 | 0,61  | 08:12  |
| 6.  | Mittweidaer FC 1899       | 10  | 11:39 | 0,28  | 07:13  |

| (M) | Titelverteidiger Mittelsachsen |

## Kreis Nordwestsachsen
| Pl. | Verein                      | Sp. | S  | U | N  | Tore    | Quote | Punkte |
| --- | --------------------------- | --- | -- | - | -- | ------- | ----- | ------ |
| 1.  | SpVgg 1899 Leipzig-Lindenau | 20  | 13 | 3 | 4  | 051:180 | 2,83  | 29:11  |
| 2.  | VfB Leipzig (MM, M)         | 20  | 13 | 2 | 5  | 039:240 | 1,63  | 28:12  |
| 3.  | SV Fortuna Leipzig 02       | 20  | 10 | 6 | 4  | 030:180 | 1,67  | 26:14  |
| 4.  | FC Eintracht Leipzig        | 20  | 8  | 6 | 6  | 025:220 | 1,14  | 22:18  |
| 5.  | BV Olympia Leipzig          | 20  | 8  | 4 | 8  | 025:420 | 0,60  | 20:20  |
| 6.  | VfTuB Leipzig               | 20  | 7  | 4 | 9  | 032:300 | 1,07  | 18:22  |
| 7.  | SC Wacker Leipzig           | 20  | 7  | 3 | 10 | 027:330 | 0,82  | 17:23  |
| 8.  | Leipziger SV 1899 a (N)     | 20  | 5  | 6 | 9  | 020:310 | 0,65  | 16:24  |
| 9.  | Leipziger BC 1893           | 20  | 7  | 2 | 11 | 020:350 | 0,57  | 16:24  |
| 10. | FC Sportfreunde Leipzig     | 20  | 5  | 5 | 10 | 032:390 | 0,82  | 15:25  |
| 11. | FC Viktoria Leipzig (N)     | 20  | 4  | 5 | 11 | 015:240 | 0,63  | 13:27  |

| (MM) | Titelverteidiger Mitteldeutschland |
| (M)  | Titelverteidiger Nordwestsachsen   |
| (N)  | Aufsteiger                         |

Relegationsrunde
| Pl. | Verein                                               | Sp. | S | U | N | Tore    | Quote | Punkte |
| --- | ---------------------------------------------------- | --- | - | - | - | ------- | ----- | ------ |
| 1.  | FC Viktoria Leipzig (Elftplatzierter Kreisliga)      | 4   | 2 | 2 | 0 | 005:300 | 1,67  | 06:20  |
| 2.  | FC Sportfreunde Leipzig (Zehntplatzierter Kreisliga) | 4   | 1 | 2 | 1 | 005:500 | 1,00  | 04:40  |
| 3.  | Pfeil Leipzig (Sieger 2. Klasse)                     | 4   | 1 | 0 | 3 | 004:600 | 0,67  | 02:60  |

## Kreis Ostsachsen
| Pl. | Verein                  | Sp. | S | U | N | Tore    | Quote | Punkte |
| --- | ----------------------- | --- | - | - | - | ------- | ----- | ------ |
| 1.  | SV Dresdner Fußballring | 14  | 9 | 3 | 2 | 032:140 | 2,29  | 21:70  |
| 2.  | FC Brandenburg Dresden  | 14  | 8 | 2 | 4 | 035:290 | 1,21  | 18:10  |
| 3.  | Guts Muts Dresden       | 14  | 6 | 1 | 7 | 030:250 | 1,20  | 13:15  |
| 4.  | Dresdner SV 06 (M)      | 14  | 6 | 1 | 7 | 029:270 | 1,07  | 13:15  |
| 5.  | Dresdner SC             | 14  | 6 | 1 | 7 | 023:280 | 0,82  | 13:15  |
| 6.  | BC Sportlust Dresden    | 14  | 6 | 0 | 8 | 018:250 | 0,72  | 12:16  |
| 7.  | SG Dresden              | 14  | 6 | 0 | 8 | 018:300 | 0,60  | 12:16  |
| 8.  | Dresdner SpVgg 05       | 14  | 4 | 2 | 8 | 026:330 | 0,79  | 10:18  |

| (M) | Titelverteidiger Ostsachsen |

Relegationsspiele
|                                                | Gesamt |                                      | Hinspiel | Rückspiel | 3. Spiel    |
| ---------------------------------------------- | ------ | ------------------------------------ | -------- | --------- | ----------- |
| Dresdner SpVgg 05 (Letztplatzierter Kreisliga) | 4:2    | Sportbrüder Dresden (Sieger 2. Liga) | 0:1      | 2:1       | b 4:0/2:0 b |

## Kreis Saale
| Pl. | Verein                     | Sp. | S  | U | N  | Tore    | Quote | Punkte |
| --- | -------------------------- | --- | -- | - | -- | ------- | ----- | ------ |
| 1.  | Hallescher FC Wacker (M)   | 18  | 14 | 2 | 2  | 058:140 | 4,14  | 30:60  |
| 2.  | SV Borussia 02 Halle       | 18  | 14 | 2 | 2  | 067:260 | 2,58  | 30:60  |
| 3.  | VfL Halle 1896             | 18  | 13 | 0 | 5  | 053:210 | 2,52  | 26:10  |
| 4.  | SV Halle 98                | 18  | 9  | 3 | 6  | 030:230 | 1,30  | 21:15  |
| 5.  | FV Sportfreunde Halle      | 18  | 7  | 4 | 7  | 037:270 | 1,37  | 18:18  |
| 6.  | Naumburger SV 05           | 18  | 7  | 2 | 9  | 026:380 | 0,68  | 16:20  |
| 7.  | VfL Merseburg              | 18  | 5  | 3 | 10 | 029:380 | 0,76  | 13:23  |
| 8.  | FC Preußen/Komet Halle (N) | 18  | 4  | 3 | 11 | 027:840 | 0,32  | 11:25  |
| 9.  | SC Favorit Halle           | 18  | 3  | 2 | 13 | 020:520 | 0,38  | 08:28  |
| 10. | SpVgg 1903 Weißenfels (N)  | 18  | 2  | 3 | 13 | 015:390 | 0,38  | 07:29  |

| (M) | Titelverteidiger Saale |
| (N) | Aufsteiger             |

Entscheidungsspiele um Platz 1
|                      | Gesamt |                      | Hinspiel | Rückspiel | 3. Spiel |
| -------------------- | ------ | -------------------- | -------- | --------- | -------- |
| Hallescher FC Wacker | 5:2    | SV Borussia 02 Halle | 0:2      | 1:0       | 4:0      |

## Kreis Thüringen
| Pl. | Verein                  | Sp. | Tore  | Quote | Punkte |
| --- | ----------------------- | --- | ----- | ----- | ------ |
| 01. | VfB 07 Coburg (N)       | 18  | 47:20 | 2,35  | 28:80  |
| 02. | 1. SV 03 Jena           | 18  | 48:20 | 2,40  | 23:13  |
| 03. | SV Germania Ilmenau (N) | 18  | 34:34 | 1,00  | 23:13  |
| 04. | VfB 04 Erfurt           | 18  | 36:23 | 1,57  | 21:15  |
| 05. | SC Erfurt 1895 (M)      | 18  | 30:25 | 1,20  | 21:15  |
| 06. | SV 01 Gotha             | 18  | 34:36 | 0,94  | 21:15  |
| 07. | SpVgg 02 Erfurt         | 18  | 39:31 | 1,26  | 20:16  |
| 08. | SC 1912 Zella (N)       | 18  | 24:36 | 0,67  | 12:24  |
| 09. | BC Vimaria Weimar (N)   | 18  | 17:47 | 0,36  | 11:25  |
| 10. | FC Borussia Erfurt      | 18  | 14:51 | 0,27  | 00:36  |

| (M) | Titelverteidiger Thüringen |
| (N) | Aufsteiger                 |

## Kreis Westsachsen
| Pl. | Verein                      | Sp. | S  | U | N  | Tore    | Quote | Punkte |
| --- | --------------------------- | --- | -- | - | -- | ------- | ----- | ------ |
| 1.  | SV Konkordia Plauen (M)     | 16  | 13 | 2 | 1  | 048:600 | 8,00  | 28:40  |
| 2.  | Plauener SuBC               | 16  | 11 | 3 | 2  | 049:150 | 3,27  | 25:70  |
| 3.  | 1. Vogtländischer FC Plauen | 16  | 7  | 2 | 7  | 031:340 | 0,91  | 16:16  |
| 4.  | VfB Glauchau                | 16  | 6  | 4 | 6  | 024:430 | 0,56  | 16:16  |
| 5.  | SpVgg Falkenstein           | 16  | 7  | 1 | 8  | 039:310 | 1,26  | 15:17  |
| 6.  | Zwickauer SC                | 16  | 7  | 1 | 8  | 027:240 | 1,13  | 15:17  |
| 7.  | SpVgg Plauen                | 16  | 5  | 4 | 7  | 019:300 | 0,63  | 14:18  |
| 8.  | VfB Plauen (N)              | 15  | 3  | 3 | 9  | 012:340 | 0,35  | 09:21  |
| 9.  | SpVgg 1907 Meerane          | 15  | 1  | 2 | 12 | 013:450 | 0,29  | 04:26  |

| (M) | Titelverteidiger Westsachsen |
| (N) | Aufsteiger                   |

## Mitteldeutsche Meisterschafts-Endrunde
Die Meisterschafts-Endrunde fand erneut im Rundenturnier-Modus statt. Qualifiziert waren die 7 Kreisliga-Meister.
| Pl. | Verein                                                     | Sp. | S | U | N | Tore    | Quote | Punkte |
| --- | ---------------------------------------------------------- | --- | - | - | - | ------- | ----- | ------ |
| 1.  | Hallescher FC Wacker (Kreismeister Saale)                  | 6   | 4 | 2 | 0 | 013:500 | 2,60  | 10:20  |
| 2.  | SpVgg 1899 Leipzig-Lindenau (Kreismeister Nordwestsachsen) | 6   | 4 | 1 | 1 | 024:700 | 3,43  | 09:30  |
| 3.  | SV Dresdner Fußballring (Kreismeister Ostsachsen)          | 6   | 3 | 3 | 0 | 014:500 | 2,80  | 09:30  |
| 4.  | VfB 07 Coburg (Kreismeister Thüringen)                     | 6   | 2 | 1 | 3 | 010:110 | 0,91  | 05:70  |
| 5.  | SV Sturm Chemnitz (Kreismeister Mittelsachsen)             | 6   | 1 | 2 | 3 | 004:140 | 0,29  | 04:80  |
| 6.  | SV Konkordia Plauen (Kreismeister Westsachsen)             | 6   | 1 | 1 | 4 | 011:160 | 0,69  | 03:90  |
| 7.  | Magdeburger SC Preußen (Kreismeister Elbe)                 | 6   | 1 | 0 | 5 | 003:210 | 0,14  | 02:10  |

Quelle : VfB 07 Coburg : de-academic.com
Quelle : Magdeburger SC Preußen : eigene Wikipediaseite
Quelle : Dresdner Rußballring : eigene Wikipediaseite